# Amalgama

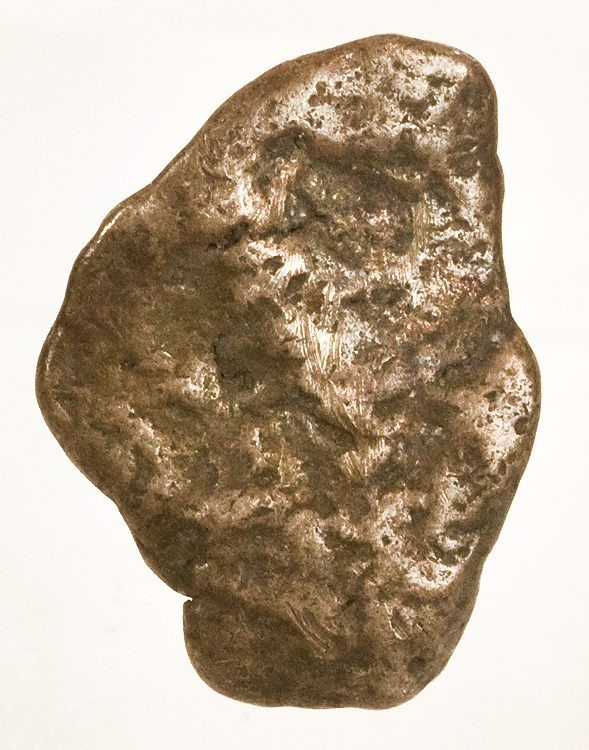
Arquerite, un amalgama naturale di mercurio e argento

Si definisce amalgama una lega di mercurio con altri metalli. Può essere un liquido, una pasta morbida o un solido, a seconda della quantità di mercurio presente nella lega. Quando un amalgama contiene troppo poco mercurio (una quantità inferiore al 44% della composizione dell'amalgama) produce amalgami fragili, friabili e non lucidi. Invece, un amalgama composto da troppo mercurio (oltre il 70% della composizione) produce amalgami deboli, granulosi e non resistenti. Quasi tutti i metalli possono formare amalgami con il mercurio.

## Etimologia
Il sostantivo, singolare maschile, deriva dal latino usato dagli alchimisti amalgama, il quale probabilmente deriva a sua volta da una deformazione araba del greco μάλαγμα, cioè impasto. Il sostantivo è raramente declinato al femminile, il cui uso è meno corretto.

## Storia
Nel Medioevo, il mercurio era popolare tra gli alchimisti per la sua capacità di dissolvere gli altri metalli e formare con essi una miscela metallica che indurisce rapidamente. Per questo motivo, il mercurio ha trovato largo impiego nell'estrazione dei metalli preziosi dai minerali. La capacità degli amalgami di adattarsi alle superfici e di indurirsi dopo poco tempo è stata la motivazione per cui sono sempre stati utilizzati per otturare le carie dentali. 

## Amalgami importanti

### Amalgami di zinco
L'amalgama di zinco trova impiego nella sintesi organica (ad esempio, per la riduzione di Clemmensen). Precedentemente le piastre di zinco delle batterie a secco venivano amalgamate con una piccola quantità di mercurio per prevenire il deterioramento.

### Amalgami di potassio
Per i metalli alcalini come il potassio, l'amalgamazione è una reazione esotermica. Si possono identificare due forme chimiche distinte per gli amalgami del potassio: KHg e KHg2. KHg è un composto color oro con un punto di fusione di 178 °C, mentre KHg2 è un composto color argento con un punto di fusione di 278 °C. Questi amalgami sono molto sensibili all'aria e all'acqua, ma possono essere lavorati sotto azoto secco.
Sono noti anche amalgami K5Hg7 e KHg11. Altri amalgami noti sono composti da rubidio, stronzio e bario legati a 11 atomi di mercurio. L'amalgama di sodio (NaHg2) ha una struttura diversa, con gli atomi di mercurio che formano strati esagonali e gli atomi di sodio una catena lineare che si inserisce nei fori degli strati esagonali, ma l'atomo di potassio è troppo grande perché questa struttura funzioni in KHg2.

### Amalgami di sodio
Gli amalgami di sodio sono spesso usati nelle reazioni come forti agenti riducenti con migliori proprietà di manipolazione rispetto al sodio solido. Sono infatti meno reattivi nei confronti dell'acqua e sono spesso usati come sospensione acquosa. Un amalgama di sodio è stato utilizzato come reagente già nel 1862.
Viene utilizzato nella riduzione dei chetoni aromatici in idroli.

### Amalgami di alluminio
L'amalgama di alluminio può essere preparato macinando un filo di alluminio nel mercurio, oppure lasciando reagire il filo o la lamina di alluminio con una soluzione di cloruro mercurico. Questo amalgama è usato come reagente per ridurre i composti, come la riduzione delle immine ad ammine. L'alluminio è l'ultimo donatore di elettroni e il mercurio serve a mediare il trasferimento di elettroni. La reazione stessa e i rifiuti da essa contengono mercurio, quindi sono necessarie precauzioni di sicurezza e metodi di smaltimento speciali. Come alternativa più rispettosa dell'ambiente, spesso è possibile utilizzare idruri o altri agenti riducenti per ottenere lo stesso risultato sintetico. Un'altra alternativa ecologica è una lega di alluminio e gallio che allo stesso modo rende l'alluminio più reattivo impedendogli di formare uno strato di ossido.

### Amalgami di stagno
L'amalgama di stagno è stato utilizzato a metà del XIX secolo come rivestimento riflettente per specchi.

### Amalgami di ammonio
L'amalgama di ammonio è una massa grigia, morbida e spugnosa scoperta nel 1808 da Humphry Davy e Jöns Jakob Berzelius. Si decompone facilmente a temperatura ambiente a contatto con acqua o alcool.

### Amalgami di tallio
L'amalgama di tallio ha un punto di congelamento di -58 °C, che è inferiore a quello del mercurio puro (-38,8 °C), quindi ha trovato impiego nei termometri a bassa temperatura.

### Amalgami d'oro
L'oro, quando finemente macinato, si amalgama facilmente col mercurio formando coordinazioni che vanno da AuHg2 a Au8Hg. Il mercurio è stato utilizzato in passato nell'estrazione dell'oro e dell'argento per la facilità con cui il mercurio e i metalli preziosi si amalgamano.
Nell'estrazione dell'oro, il mercurio veniva spesso utilizzato per separare l'oro da altri minerali pesanti. Dopo che il minerale era stato estratto, il mercurio veniva erogato sulla superficie del minerale e si amalgamava con l'oro. Questo rivestimento verrebbe quindi raschiato e raffinato mediante evaporazione per eliminare il mercurio, lasciando dietro di sé oro con elevato grado di purezza.
Oggi, la fusione del mercurio è stata sostituita da altri metodi per recuperare oro e argento dal minerale nelle nazioni sviluppate. I rischi dei rifiuti tossici mercuriali hanno svolto un ruolo importante nella graduale eliminazione dei processi di fusione del mercurio. Tuttavia, la fusione del mercurio è ancora regolarmente utilizzata dai minatori di oro su piccola scala (spesso illegalmente), in particolare nei paesi in via di sviluppo

### Amalgami d'argento
Il mercurio fu utilizzato anche sui minerali d'oro attraverso il processo del patio. Tale processo permetterebbe di estrarre argento tramite formazione di amalgami d'argento dai minerali d'oro. Ci sono stati ulteriori processi di amalgama che furono creati per la lavorazione dei minerali d'argento, tra cui processo Washoe.

### Amalgami dentari

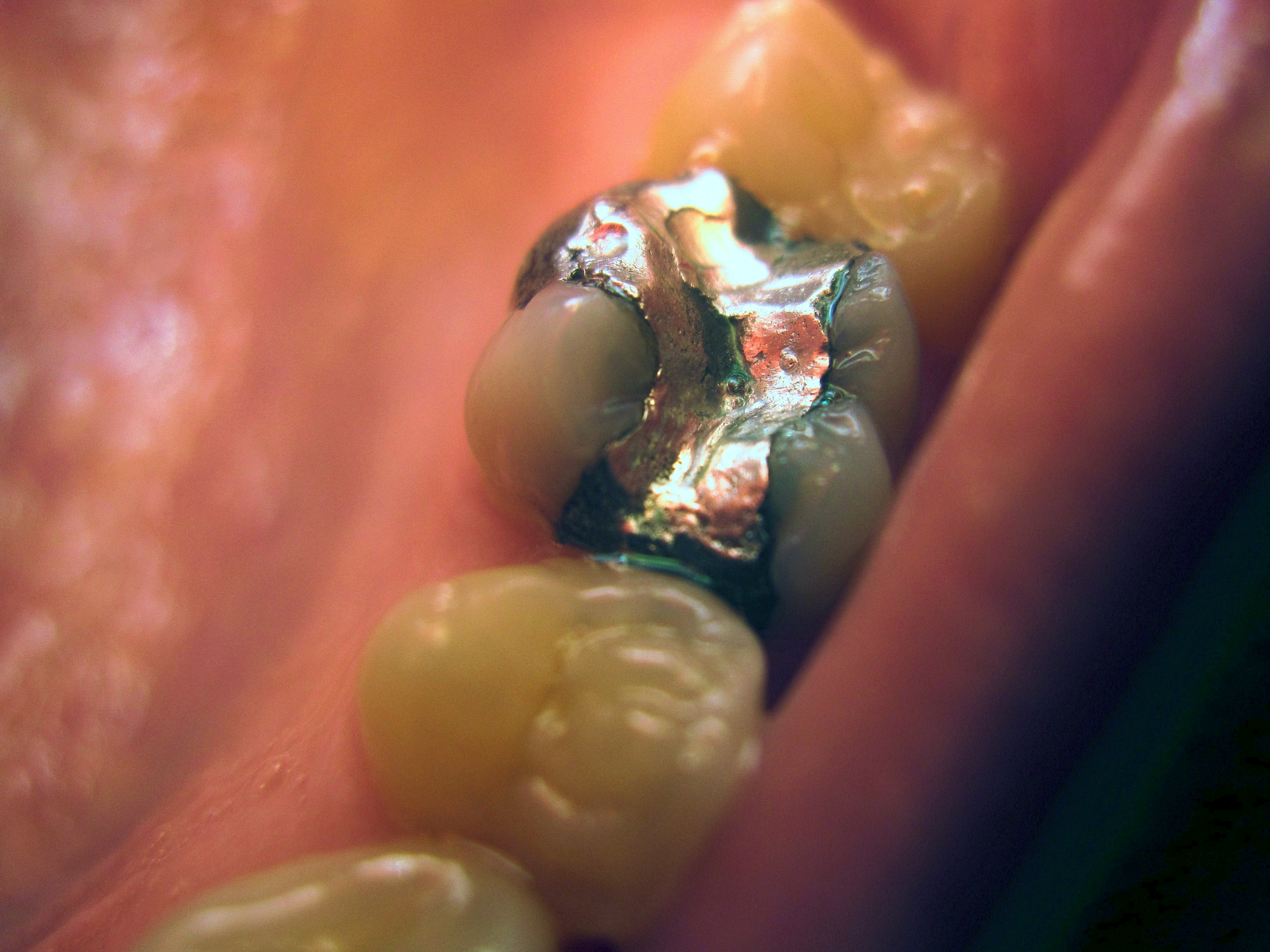
Amalgama dentario su un molare

L'odontoiatria ha utilizzato leghe di mercurio con metalli come argento, rame, indio, stagno e zinco. L'amalgama è un "materiale da restauro eccellente e versatile" e viene utilizzato in odontoiatria per una serie di motivi. È poco costoso e relativamente facile da usare e manipolare durante il posizionamento; rimane morbido per poco tempo, quindi può essere confezionato per riempire qualsiasi volume irregolare, e quindi forma un composto duro. L'amalgama possiede una maggiore longevità rispetto ad altri materiali da restauro diretto. Tuttavia, questa differenza è diminuita con il continuo sviluppo delle resine composite.
L'amalgama viene generalmente paragonata ai compositi a base di resina perché molte applicazioni sono simili e molte proprietà fisiche e costi sono comparabili.
Nel luglio 2018 l'UE ha vietato l'amalgama per le cure odontoiatriche dei bambini di età inferiore ai 15 anni e delle donne in gravidanza o che allattano.
I vari tipi di amalgama prendono il nome dal metallo che è presente in quantità maggiore dopo il mercurio: per esempio la formulazione usata in odontoiatria è chiamata amalgama d'argento, in quanto il contenuto di argento è sempre prevalente (~50-70% nella lega che va a unirsi al mercurio).

## Rilascio di mercurio
L'amalgama non è completamente inerte; infatti, oltre al problema della corrosione, cioè rilascio dei suoi ioni metallici, che dipende dalle condizioni di temperatura, di stress meccanico e galvanico, si verifica anche un rilascio di vapori di mercurio.
La tensione di mercurio nell'amalgama dentale convenzionale è decisamente più bassa di quella del mercurio liquido, ma sufficiente per produrre un rilascio a 37 °C di 43 µg di vapore di mercurio per centimetro quadrato di superficie al giorno.
Anche lo stato di ossidazione influenza la velocità di emissione di vapori di mercurio, ma in ogni caso il rilascio è in media 200 000 volte inferiore a quello del mercurio liquido puro.